# Mohamed Tijani
Mohamed Tijani, někdy uváděn také jako Momo Tijani (* 10. července 1997 Abidžan) je beninský profesionální fotbalista původem z Pobřeží slonoviny, který hraje na pozici středního obránce za švýcarský klub Yverdon-Sport FC, kde je na hostování z Viktorie Plzeň, a za beninský národní tým.

## Mládežnická kariéra
Tijani začal svou kariéru ve své rodné vesnici Abidžan, kde hrával za Africa Sports d'Abidjan, odkud se ve svých 17 letech stěhoval do akademie španělského klubu Rayo Vallecano, odkud si ho vyhlédl český třetiligový klub MFK Vyškov.

## Profesionální kariéra

### MFK Vyškov
Do Vyškova přišel Tijani v zimním přestupovém období 2017/2018, ve Vyškovském dresu odehrál 29 ligových utkání a 3 zápasy v Poháru FAČR. za první půlrok ve Vyškově si také připsal 2 trefy do sítě soupeře.

### FC Vysočina Jihlava
Výkony, které podával v MSFL neunikly týmům z vyšších českých soutěží, a tak se v zimním přestupovém období 2018/2019 stěhoval do Vysočiny Jihlava, kde si připsal 32 startů a jednu trefu. Jeho výkony v Jihlavě neunikly českým velkoklubům jako Spartě a Slavii.Tijani měl již připravenu smlouvu ve Spartě, jenže neprošel zdravotní prohlídkou a tak nakonec podepsal na půlroční hostování s opcí právě do Slavie, kam se připojil v zimním přestupovém období 2019/2020

#### SK Slavia Praha (hostování)
Ve Slavii odehrál tento vysoký stoper 2 utkání, a tak je se nejevilo jako pravděpodobné, že by Slavia opci na trvalý přestup využila.
Tijanimu se se Slavií v sezóně 2019/20 podařilo získat mistrovský titul.

### SK Slavia Praha
SK Slavia Praha nakonec opci využila a 6. srpna 2020 oznámila na klubovém webu podpis smlouvy a zároveň uvolnění hráče na hostování v FC Slovan Liberec.

### FC Viktoria Plzeň
Plzeň získala v červnu 2022 Tijaniho za částku okolo 10 milionů českých korun. Čtyřiadvacetiletý beninský reprezentant přestoupil do Viktorie z pražské Slavie a úřadujícímu ligovému mistrovi se upsal na tři roky.